# Juozas Mažeika
Juozas Mažeika (* 4. Dezember 1952 in Kūlupėnai, Rajon Kretinga) ist ein litauischer konservativer Politiker, ehemaliger Bürgermeister der Rajongemeinde Kretinga.

## Leben
Nach dem Abitur an der Mittelschule in Sowjetlitauen  absolvierte Juozas Mažeika 1982 das Diplomstudium am Lietuvos kūno kultūros institutas in der zweitgrößten litauischen Stadt Kaunas. Er arbeitete in der Kindersportschule Kretinga als Trainer und als Direktor  der Motiejus-Valančius-Hauptschule. Von 2003 bis 2009 war er stellvertretender Bürgermeister und von 2009 bis 2019 Bürgermeister der Rajongemeinde Kretinga.
Juozas Mažeika ist Mitglied der Tėvynės sąjunga.

## Familie
Juozas Mažeika ist verheiratet. Mit Frau Aldona hat er die Tochter Jūratė und den Sohn Gediminas.

## Quelle
- 2008 m. Lietuvos Respublikos Seimo rinkimai - Tėvynės sąjunga - Lietuvos krikščionys demokratai - Iškelti kandidatai (Memento vom 14. Februar 2014 im Internet Archive)

| Personendaten    | Personendaten             |
| ---------------- | ------------------------- |
| NAME             | Mažeika, Juozas           |
| KURZBESCHREIBUNG | litauischer Politiker     |
| GEBURTSDATUM     | 4. Dezember 1952          |
| GEBURTSORT       | Kūlupėnai, Rajon Kretinga |